# Olejnik Janka
Olejnik Janka (Nagykanizsa, 1887. május 13. – Nagybánya, 1954. november 7.) erdélyi magyar festőművész, grafikus.

## Életútja
A budapesti Képzőművészeti Főiskolán tanult 1909–13 között, miközben már jelen volt képeivel a Nemzeti Szalon és a Műcsarnok kiállításain. A világháborút követően előbb Zilahon lakott; 1927-től Nagybányán telepedett le, itt beiratkozott a szabadiskolába, s részt vett a művésztelep közös tárlatain is. 1934 körül a balcsiki művésztelepen festett. Olajfestményei (tájképek, portrék) mellett készített ceruza- és tusrajzokat, akvarelleket, rézkarcokat, valamint falképeket a nagybányai, illetve a börvelyi római katolikus templomba.
Foglalkoztatta a könyvművészet; ex libriseiből kiállításain is bemutatott. Képeivel a második világháború utáni nagybányai kiállításokon is szerepelt.